# Saint-Martin-de-Bavel

Saint-Martin-de-Bavel este o comună în departamentul Ain din estul Franței.